# Domingo Mora
Domingo Mora (Barcelona, 1840 - San Francisco, 1911) fou un escultor català establert als Estats Units d'Amèrica.
Actiu uns anys a l'Equador, fou cridat als Estats Units per Augustus Saint-Gaudens el 1878. Treballà com escultor i dissenyador a Nova York -on va fer els relleus de la façana de l'antic Metropolitan Opera House, ara derruït-, Boston, San Francisco, etc. Sovint la seva obra va ser aplicada a l'arquitectura, i treballà també en ceràmica aplicada.
Malgrat arrelar-se del tot als Estats Units no va desatendre les seves relacions amb la cultura catalana, i va ser un dels col·laboradors gràfics més fidels de la revista en català editada als EUA "La Llumanera de Nova York (1874-81)".
Els seus fils F. Luis Mora (1874-1940) i Jo Mora (Joseph Jacinto Mora) (1876-1947) foren igualment destacats artistes nord-americans.